# Vice de fond
Un vice de fond peut être défini comme « un défaut d'un acte juridique en raison de l'inobservation d'une condition de fond exigée par la loi ».

## Droit français
En procédure civile française, les exceptions de nullité pour vice de fond peuvent être invoquées en tout état de cause et à n'importe quel stade mais pas devant la Cour de cassation. L'article 117 du code de procédure civile fournit une liste de vices de fond. La liste est normalement limitative, ce qui peut apparaître comme une incohérence avec l'article 119 du même code. Il ne faut pas que cela favorise des manœuvres dilatoires. L'article 123 du code de procédure civile prévoit un tempérament : si l'on prouve l'intention dilatoire, la partie pourra être condamnée à payer des dommages et intérêts. Il est cependant délicat de prouver cette intention dilatoire. 

## Droit québécois
En droit administratif québécois, l'article 154 (3) de la Loi sur la justice administrative énonce les motifs de réexamen pour cause des décisions d'un tribunal administratif ; l'un des motifs  est « lorsqu'un vice de fond ou de procédure est de nature à invalider la décision ».